# HD 210739
HD 210739，又名CD-2616033，SAO 190967、HR 8464，是一颗恒星，视星等为6.17，位于銀經24.97，銀緯-54.75，其B1900.0坐标为赤經22h 7m 19.4s，赤緯-26° -54.75′ 16″。